# 天市右垣十
蛇夫座ε，中文星官名天市右垣十或楚，是一颗位于蛇夫座的G型巨星。
它和蛇夫座δ一起组成光学双星。蛇夫座ε距离地球108光年，而蛇夫座δ距离地球170光年，因此它们之间并没有物理联系，只是从地球上观察时处于几乎相同的方向上。
蛇夫座ε在中国星官系统中属于天市右垣，即天市垣的右城墙，天市右垣共由十一星组成，每颗星都由诸侯国或王国命名，而蛇夫座ε是以“楚”命名。蛇夫座ε是天市右垣的第十星，因此又被称为天市右垣十。蛇夫座ε的西方名字叫Yed Posterior，它和蛇夫座δ一起合称为Yed，这个名字来自于阿拉伯语，意思是“手”， 两颗星共同象征蛇夫握住巨蛇头部的左手。